# Zacharzyce
Zacharzyce (niem. Sacherwitz, Sachren) – wieś w Polsce położona w województwie dolnośląskim, w powiecie wrocławskim, w gminie Siechnice.
W latach 1975–1998 miejscowość administracyjnie należała do województwa wrocławskiego.

## Nazwa
Miejscowość po raz pierwszy zanotowana łacińskim dokumencie z 1282 roku jako własność Zachariasza. Notowana 1336 Zachery, 1341 Zacchericz, 1344 Sagiencz, 1360 Zacheris.
Heinrich Adamy zalicza nazwę miejscowości do grupy nazw patronomicznych, która pochodzi od biblijnego imienia Zachariasz i wywodzi się od założyciela lub właściciela wsi o tym imieniu. W swoim dziele o nazwach miejscowości na Śląsku wydanym w 1888 roku we Wrocławiu wymienia jako najstarszą zanotowaną nazwę miejscowości Zacheris podając jej znaczenie "Dorf des Zacharias" czyli po polsku "Wieś Zachariasza". Podobny wywód przedstawia również niemiecki językoznawca Paul Hefftner.
W księdze łacińskiej Liber fundationis episcopatus Vratislaviensis (pol. Księga uposażeń biskupstwa wrocławskiego) spisanej za czasów biskupa Henryka z Wierzbna w latach 1295–1305 miejscowość wymieniona jest w zlatynizownej formie Zacharie.

## Komunikacja międzygminna
800 - (Bardzka - Kotowice I-Cmentarna)